# جوكا بيكا بالو
جوكا بيكا بالو (بالفنلندية: Jukka-Pekka Palo)‏ (و. 1954 – م) هو ممثل من فنلندا . ولد في هلسنكي .

## روابط خارجية
- جوكا بيكا بالو على موقع IMDb (الإنجليزية)
- جوكا بيكا بالو على موقع ألو سيني (الفرنسية)
- جوكا بيكا بالو على موقع ميوزك برينز (الإنجليزية)
- جوكا بيكا بالو على موقع أول موفي (الإنجليزية)
- جوكا بيكا بالو على موقع قاعدة بيانات الأفلام السويدية (السويدية)
- جوكا بيكا بالو على موقع ديسكوغز (الإنجليزية)
- جوكا بيكا بالو على موقع قاعدة بيانات الفيلم (الإنجليزية)
- جوكا بيكا بالو على موقع كينوبويسك (الروسية)